# Biochar

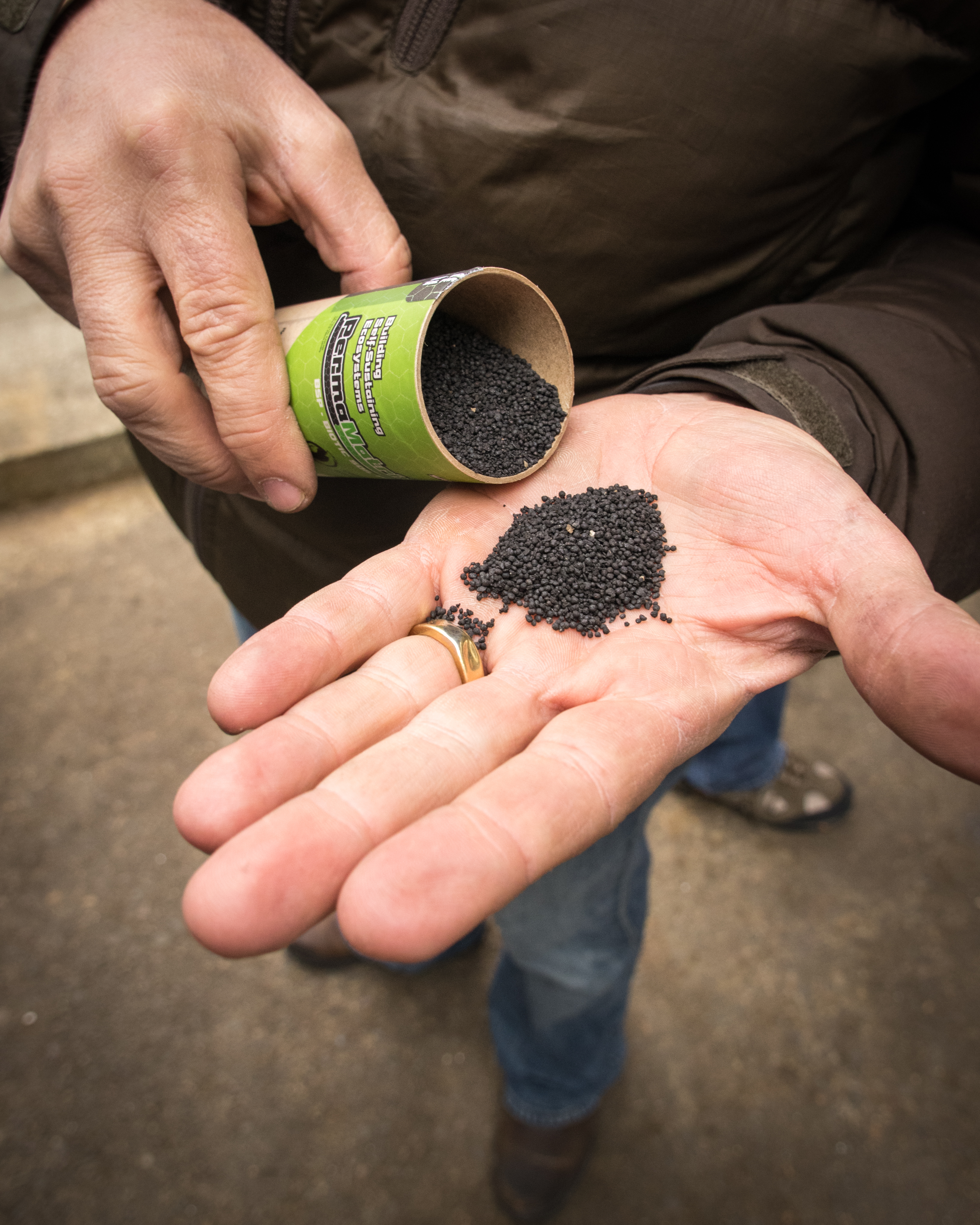
Biochar in granuli

Col termine biochar si intende un materiale carbonioso ottenuto per degradazione termica (pirolisi di biomassa sia di origine animale che vegetale). D'accordo con la definizione della European Biochar Certificate il biochar deve essere considerato come un "materiale eterogeneo ricco di sistemi aromatici e minerali. Esso si deve ottenere per pirolisi di biomassa prodotta in modo sostenibile in condizioni controllate e con tecnologia pulita; deve avere proprietà per cui esso può essere usato per tutti gli scopi che non prevedano una rapida mineralizzazione in anidride carbonica e deve conservare delle caratteristiche che rendano possibile anche il suo uso come ammendante dei suoli". Questa definizione rende conto del fatto che il biochar non è usato solo come ammendante dei suoli, ma può essere usato anche per molti altri scopi. Per esempio, alcuni usi sono legati alla veterinaria (il biochar viene usato come additivo negli alimenti per animali), all'edilizia (come materiale per l'isolamento) e alla decontaminazione ambientale (filtro per la purificazione delle acque e dei suoli oppure materiale per assorbire sostanze organiche volatili maleodoranti) oppure per utilizzi più tecnologici come la produzione di supercondensatori o pseudocondensatori (ossidoriduzione) per l'accumulo di energia elettrica. In quest'ultimo caso, durante la pirolisi, deve essere introdotto un catalizzatore che lo rende attivo, ad esempio cloruro di zinco, e quindi il suo uso è mirato e ad alto valore aggiunto.. 
Quando usato come ammendante dei suoli, il biochar ne migliora la qualità agendo sulla sua struttura, il pH, la capacità di scambio cationico e la densità; anche la biomassa microbica presente nei suoli viene influenzata dalla presenza del biochar. Nonostante il ruolo positivo che il biochar sembra avere sulla fertilità dei suoli, bisogna fare attenzione nel suo utilizzo perché in alcuni casi sono stati riportati effetti negativi sulla produttività agricola. In realtà, prima dell'utilizzo di un qualsiasi tipo di biochar, bisogna effettuare studi dettagliati in merito alle sue caratteristiche chimico fisiche in modo tale da poterne indirizzare l'uso nel modo migliore, impedendone gli effetti negativi.